# Myles Standish
Pour les articles homonymes, voir Standish.
Le capitaine Myles Standish (né vers 1584 – mort le 3 octobre 1656) (parfois écrit Miles Standish), est un officier anglais recruté par les Pères pèlerins comme conseiller militaire pour la colonie de Plymouth. Dès le débarquement du Mayflower, il s'affaira à l'organisation de la défense de la colonie. Le 17 février 1621, il était élu commandant de la colonie. Par la suite, il fut député de Plymouth auprès de la Couronne, et exerça les fonctions de gouverneur suppléant et de trésorier de la colonie. Il fut l'un des fondateurs de la ville de Duxbury (du nom de la terre ancestrale de Standish à Duxbury Woods, dans le district de Chorley) en 1632. 
Standish est fréquemment cité pour sa bravoure au combat, sa valeur en tant que capitaine de la milice des Pères pèlerins, ainsi qu'en tant que héros du poème de Henry Longfellow intitulé The Courtship of Miles Standish.
L'ancien Fort Standish (en), sur Lovells Island dans le Massachusetts, a été baptisé ainsi en son honneur, de même que la ville de Standish dans l’État du Maine.

## La colonie de Plymouth
Standish, que les Pères pèlerins avaient engagé comme conseiller militaire en vue de leur départ pour l'Amérique du Nord, fut naturellement l'un des signataires du Mayflower Compact à Cape Cod le 11 novembre 1620. À l'issue de la traversée, il fut élu capitaine par la communauté. 
Peu après le débarquement des émigrés, une première épidémie frappa la colonie de Plymouth, emportant sa femme Rose, le 29 janvier 1621 ; en 1623, une femme prénommée Barbara fut débarquée à Plymouth du navire Anne, et Myles l'épousa cette même année. Myles et Barbara eurent sept enfants. 
Standish fut l'un des sept colons à traverser sain et sauf les épidémies successives qui frappèrent la communauté ; William Bradford (1590-1657) rapporte : 

« Mais le plus triste et le plus lamentable, c’est qu'en l’espace de deux à trois mois, la moitié de la compagnie fut emportée, particulièrement en janvier et février… Comme chaque jour il en mourait deux ou trois en ce temps, sur cent et quelques individus, il n'en demeura qu'à peine cinquante. Et de ceux-là, aux pires moments, il ne se trouvait que six ou sept personnes valides qui, à leur grand mérite, il faut le dire, n'épargnèrent leur peine de nuit ni de jour, et avec force labeur et au péril de leur santé collectaient du bois, allumaient des feux, les approvisionnaient en viande, faisaient leur lit, nettoyaient leurs vêtements, et les aidaient à se changer… De ces sept hommes, l'un était Mr. William Brewster, l'ancien de la communauté, et l'autre Myles Standish, leur capitaine et chef militaire, qui m'ont, moi et beaucoup d'autres, beaucoup soutenus dans notre condition morbide et déprimée. »

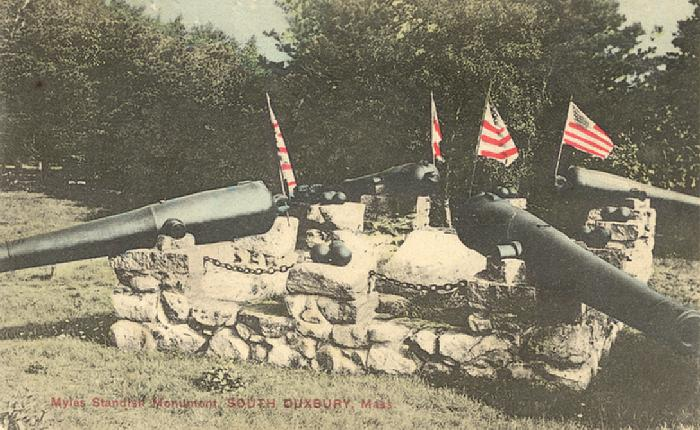
Le Miles Standish Monument, à South-Duxbury, avec son ébauche de murailles et ses canons, commémore les efforts déployés pour fortifier les colonies et les prémunir des attaques amérindiennes (carte postale de 1916).

Standish était prompt à nouer des liens d'amitié avec les Pentagouets indigènes, dont un certain Hobomok.
La deuxième année, Standish prit la tête d'une expédition pour sauver la colonie de Wessagusset des attaques indigènes. Averti de nouvelles menaces pesant sur la colonie, Myles Standish organisa une milice pour défendre Wessagusset. Il n'y avait en fait pas eu d'assaut, mais Standish se persuada qu'une attaque était bel et bien en préparation : aussi décida-t-il d'entreprendre un raid préventif. Edward Winslow rapporte dans ses Good News From New England : 

« Alors Pecksuot, homme d'une stature supérieure à celle du capitaine, lui déclara que, tout grand capitaine qu'il était, il n'était qu'un petit homme ; et il ajouta : « Moi, je ne suis pas un sachem, mais j'ai du moins de la force et du courage ». Le Capitaine écoutait cela impassible… Le lendemain il lutta avec Pecksuot, et dégageant son poignard [celui de Pecksuot] de sa gorge, quoiqu'à grand-peine, le tua avec. Hobomok assistait au combat en spectateur, sans s'entremettre et observant le comportement des nôtres dans cet affrontement. Une fois que tout fut consommé, il s'adressa d'emblée au capitaine avec un sourire : « Hier, Pecksuot, se vantant de sa force et de sa taille, a dit que tu étais peut-être un grand capitaine, mais que tu étais un petit homme ; mais à présent je vois que tu étais bien assez grand pour le terrasser. »

Standish rentra à Plymouth en héros, mais son attaque devait avoir de graves conséquences. La nouvelle du raid de Standish et de ses hommes se répandit rapidement parmi les tribus amérindiennes ; plusieurs tribus abandonnèrent leurs villages et quittèrent la région. Edward Winslow, dans sa chronique de 1624 intitulée Good News from New England, rapporte qu’« ils oublièrent leurs maisons, errant comme des âmes perdues, se terrant au milieu des marais ou d'étendues désertes, déchaînant ainsi des épidémies parmi les leurs, ce qui en tua la plupart ». Avec la fin du troc des fourrures qu'ils pratiquaient avec les Amérindiens, les colons avaient perdu leur principale source de revenu pour rembourser leurs dettes auprès de la Compagnie de Moscovie. Loin de renforcer leur position, l'assaut de Standish eut des conséquences désastreuses pour la colonie, circonstance relevée par William Bradford, lequel, dans une lettre adressée aux Merchant Adventurers, écrit : « Nous avons porté préjudice à nos approvisionnements, car là où nous pouvions nous procurer le plus de fourrures, les Indiens ont déserté leurs habitations… » Pour autant, il faut signaler au moins un aspect positif de l'opération militaire de Standish : Massasoit, chef de la tribu Wampanoag et meilleur appui des colons dans la région, sortait renforcé des événements.

## Fondation de Duxbury
Standish fonda la colonie de Duxbury, dont il fut le trésorier de 1644 à 1649. Le village tirait son nom de la propriété familiale de Standish à Chorley en Angleterre. Standish ne devint jamais membre de la communauté religieuse de Plymouth (quoiqu'il assistât aux offices tous les dimanches), et l'on suppose que jusqu'à sa mort il s'abstint de se convertir. Cela tient, pense-t-on, aux incessants différends religieux qui divisaient sa famille. 
Myles Standish devint gouverneur de la colonie. Il mourut le 3 octobre 1656 à Duxbury dans le Massachusetts. Nathaniel Morton en donne le récit suivant : 

« Cette année [1656], le capitaine Myles Standish a quitté son séjour mortel… Dans sa jeunesse il avait voyagé aux Pays-Bas, y était devenu soldat, avait lié connaissance avec les fidèles de Leynde (sic), puis partit pour la Nouvelle-Angleterre avec ceux d'entre eux qui fondèrent la première colonie de New-Plymouth, partagea sans ménagement leurs pires épreuves, toujours dévoué à leur service. Avec l'âge, il contracta la pierre ou étranglement, qui l'emporta vers le Seigneur après de grandes souffrances, et fut inhumé en grand respect à Duxbury. »

Le testament et les dernières volontés de Standish rappellent que, bien qu'il ait quitté sa famille en Angleterre, il y possédait toujours des terres dans différentes régions : 

« 9. Je lègue à mon fils et héritier présomptif Allexander Standish toutes mes terres, en tant qu'héritier présomptif par légale descendance à Ormistick [Ormskirk], Borsconge [Burscough], Wrightington, Maudsley [Mawdesley], Newburrow [Newborough], Crawston [Croston] et l'Ile de man [ Île de Man ] qui m’avaient été léguées en tant qu'héritier légal par descendance directe, mais conservées frauduleusement par mon arrière-grand-père, qui n'était que cadet ou benjamin de la lignée des Standosh [Standish] de Standish. Dressé ce 7e jour de mars 1655 par moi, Standish. »

Ces terres sont aujourd'hui occupées par les communes de Chorley et d’Ormskirk dans le Lancashire.